# Via della Madonna

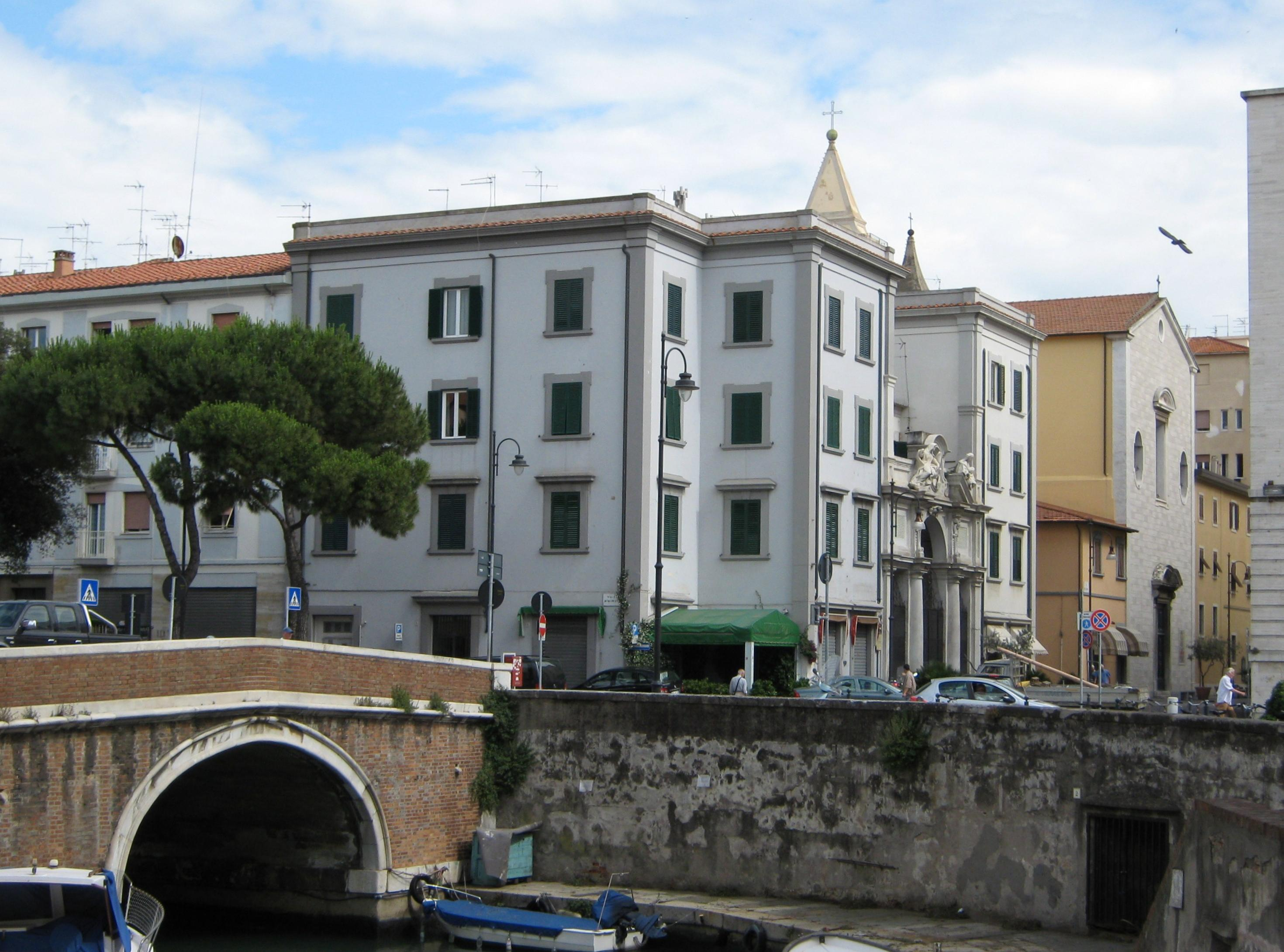
Via della Madonna, con il ponte di San Giovanni Nepomuceno, la chiesa degli armeni e quella della Madonna

Via della Madonna è una strada di Livorno. Per la presenza di ben tre chiese nazionali, punto di riferimento delle comunità greca, olandese-alemanna, francese, portoghese, corsa e armena, essa è stata definita un unicum storico-religioso europeo, ovvero un simbolo del cosmopolitismo che, grazie alla politica illuminata dei granduchi medicei, caratterizzò la città di Livorno per oltre tre secoli.

## Storia
Le origini della via risalgono alla seconda metà del Cinquecento, con l'urbanizzazione della città pentagonale ideata da Bernardo Buontalenti.
Caratterizzata da un andamento ortogonale al decumano costituito dalla via Ferdinanda, la strada si inseriva nella maglia viaria regolare che caratterizzava la città-fortezza di Livorno.

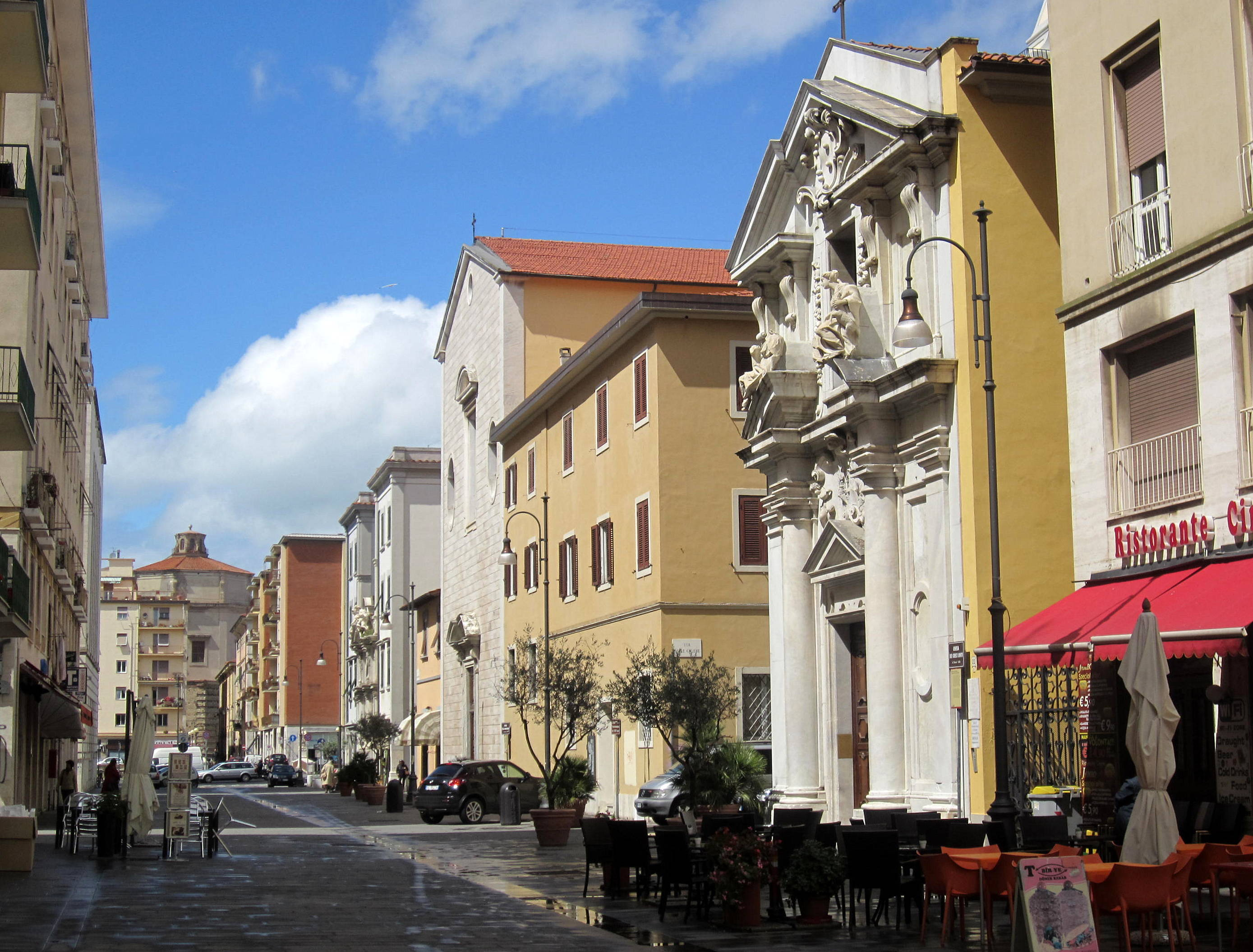
Veduta della via

All'inizio del Seicento lungo la strada sorgevano già la chiesa della Madonna (1607, di fianco al preesistente oratorio dei Santi Cosma e Damiano, oggi scomparso) e quella della Santissima Annunziata (1601). La prima divenne il punto di riferimento delle comunità francese, olandese-alemanna, corsa e portoghese; all'interno furono infatti innalzati i relativi altari nazionali, spesso utilizzati come veri e propri sepolcreti dalle stesse comunità, nell'ambito del culto cattolico. La seconda invece fu affidata ai numerosi greci cattolici di rito orientale e nel tempo fu dotata di una notevole iconostasi.
Un secolo più tardi, nel 1714, fu inaugurata la chiesa di San Gregorio, voluta dalla ricca nazione armena e anch'essa utilizzata come luogo per il seppellimento di molti connazionali.
Di fianco alla chiesa della Madonna esisteva anche la preesistente chiesetta dei Santi Cosimo e Damiano, la quale fu in seguito trasformata in ufficio postale.
Al contempo, con lo smantellamento di parte della vicina Fortezza Nuova e l'ampliamento del quartiere della Venezia Nuova, la strada fu estesa verso il nuovo accrescimento, superando il vicino fossato mediante il ponte di San Giovanni Nepomuceno.
In questo tratto sorse il Palazzo Milanesi (scomparso dopo la seconda guerra mondiale) e il convento gesuita (poi divenuto l'odierno Palazzo di Giustizia e dove, all'inizio dell'Ottocento, si trovava la cappella della comunità anglicana), mentre alla confluenza con la via Borra e la piazza antistante il Rivellino di San Marco, fu eretta la cupolata chiesa di Santa Caterina.
In ogni caso, da prima del 1602 e fino al 1870 i vari tratti della strada ebbero nomi diversi: via dei Greci all'altezza della chiesa della Santissima Annunziata, via della Madonna in corrispondenza dell'omonima chiesa, via degli Armeni davanti alla chiesa di San Gregorio e via dei Gesuiti nel tratto compreso all'interno del secondo accrescimento della Venezia Nuova (in seguito si chiamò via del Corso perché nel tratto del fosso antistante alla strada si svolgeva il "corso" del palio delle barchette; si chiamò anche via del Ponte di San Giovanni Nepomuceno).
Nel 1870 tutti i tratti furono riuniti sotto la denominazione attuale. Nel 1901 fu rinominata via Giordano Bruno, ma nel 1925 riacquistò il nome di via della Madonna.
A causa delle distruzioni subite dalla città nel corso della seconda guerra mondiale, gli edifici prospicienti la strada subirono danni ingenti.
Le chiese della Madonna e dei Greci-Uniti furono ristrutturate, mentre quella degli armeni fu ridotta ad un piccolo oratorio, mantenendo solo il portico della facciata settecentesca.
Il tratto antistante alle tre chiese fu sensibilmente ampliato e completamente riedificato; alcune nuove costruzioni, del tutto estranee al tessuto urbanistico circostante, furono realizzate anche nel quartiere della Venezia Nuova.

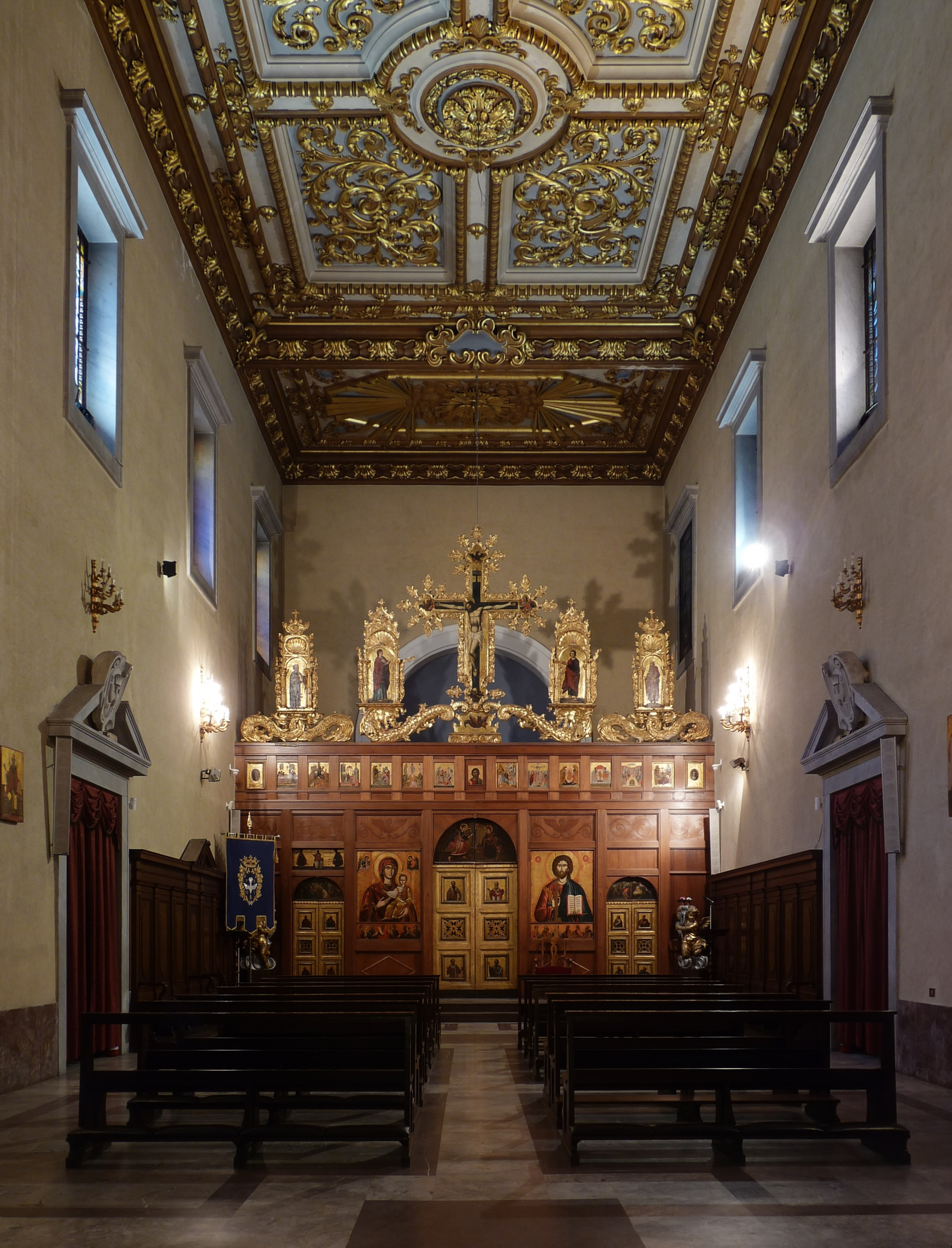
Iconostasi nella chiesa dei Greci-Uniti

## Edifici e luoghi di interesse
- Chiesa della Santissima Annunziata
- Chiesa della Madonna e chiostro francescano
- Chiesa armena di San Gregorio Illuminatore
- Ponte di San Giovanni Nepomuceno
- Palazzo di Giustizia